# Старий Ґузд
Старий Ґузд (пол. Stary Gózd) — село в Польщі, у гміні Стара Блотниця Білобжезького повіту Мазовецького воєводства.
Населення — 401 особа (2011).
У 1975-1998 роках село належало до Радомського воєводства.

## Демографія
Демографічна структура станом на 31 березня 2011 року:
|          | Загалом | Допрацездатний вік | Працездатний вік | Постпрацездатний вік |
| -------- | ------- | ------------------ | ---------------- | -------------------- |
| Чоловіки | 201     | 55                 | 129              | 17                   |
| Жінки    | 200     | 54                 | 115              | 31                   |
| Разом    | 401     | 109                | 244              | 48                   |